# Université de Potsdam
L'université de Potsdam (en allemand Universität Potsdam) est une université allemande possédant quatre sites différents à Potsdam, dans le Brandebourg. C'est la plus grande des quatre universités de Potsdam et la plus grande université du Land de Brandebourg.
L'université de Potsdam a été fondée le 15 juillet 1991 par la loi sur les universités du Land de Brandebourg comme succédant au Collège d'enseignement d'État du Brandebourg (Brandenburgischen Landeshochschule Potsdam), qui fut anciennement « École supérieure de pédagogie "Karl Liebknecht" », de 1948 à 1951.
Le recteur fondateur fut le chimiste Rolf Mitzner.
La Faculté de droit et d'administration de Potsdam-Babelsberg, dépendant de l'université (anciennement Académie allemande de sciences politiques et juridiques Walter Ulbricht sour la RDA) ont été rétablies.
La faculté de l'ingénierie numérique de l'université de Potsdam est issue d'un partenariat public-privé, l'Institut Hasso-Plattner, et a la particularité d'être la seule faculté universitaire en Allemagne qui soit entièrement financée par des fonds privés.

## Campus
Le campus de l'école de droit de l'ancien ministère de la Sécurité d'État à Golm est désormais le siège de l'Université et, abrite également les facultés de sciences humaines, et celle de mathématiques et de sciences naturelles.

### Étudiants

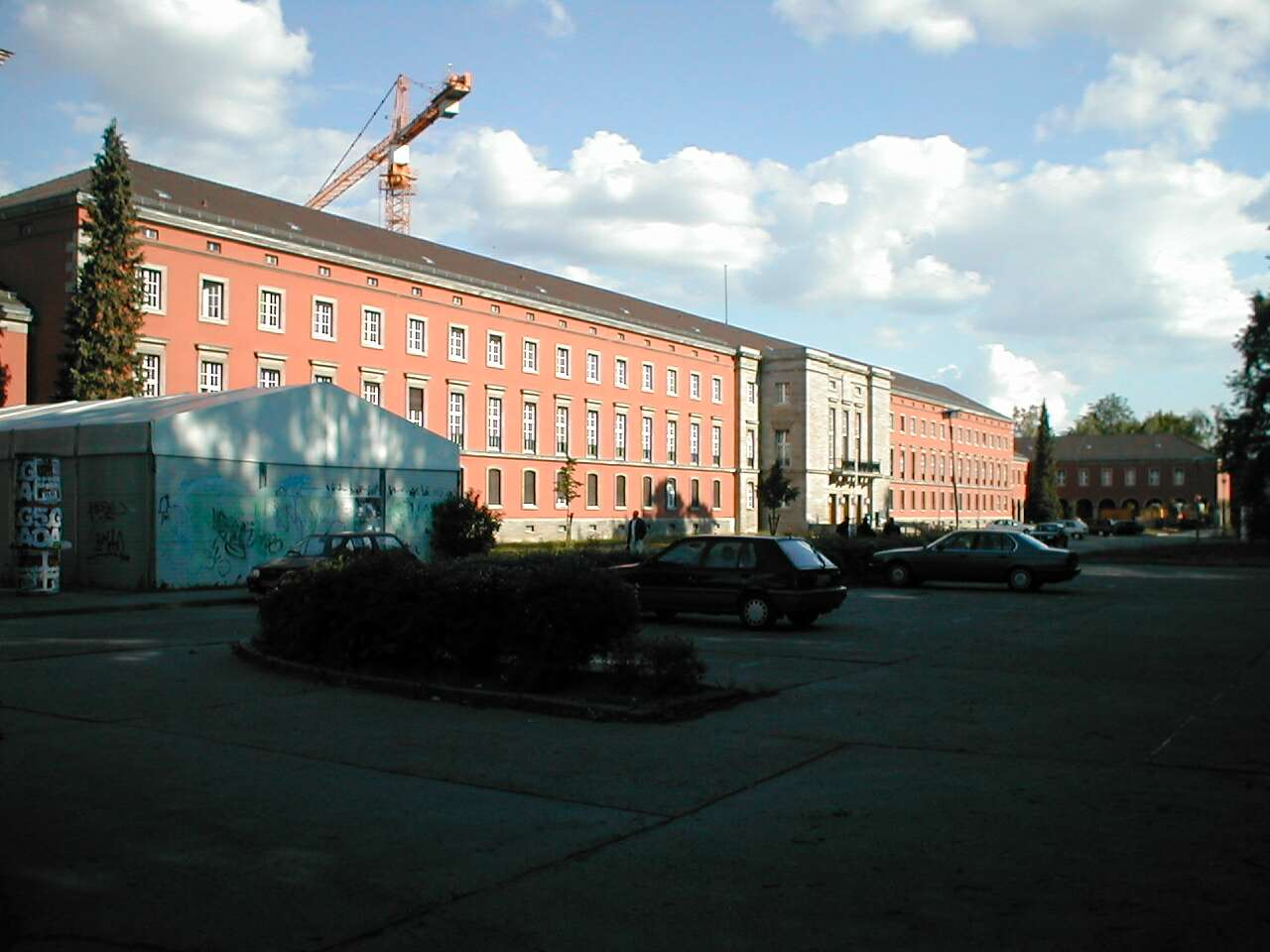
Bâtiment de l'université à Babelsberg.

## Personnalités liées à l'université

### Professeurs
- Bernd Belina